# Val Demings
Valdez Venita Demings, conocida como Val Demings, (nacida el 12 de marzo de 1957) es una congresista estadounidense y ex oficial de policía. Desde 2017, la miembro del Partido Demócrata sirve como representante del 10.º distrito congresional de Florida en la Cámara de Representantes de los Estados Unidos.

## Nacimiento, educación y carrera
Demings nació en 1957 en Jacksonville, Florida. Recibió una licenciatura en Criminología de la Universidad Estatal de Florida. Obtuvo su maestría en administración pública (MPA, por sus siglas en inglés) de la Universidad Webster en 1996. Después de graduarse de la universidad, comenzó su carrera como trabajadora social.
A principios de la década de 1980, se graduó de la academia de policía, donde fue seleccionada como presidenta de la clase, y se unió al Departamento de Policía de Orlando. Durante casi tres décadas, Demings ocupó múltiples funciones en el departamento, incluido el de comandante de operaciones especiales de 2003 a 2006.
En 2007, fue nombrada jefa de policía de Orlando, convirtiéndose en la primera mujer en ostentar ese título. Ella sirvió en ese cargo durante cinco años.

## Carrera política
Demings quiso incursionar en la política en el año 2012, pero su candidatura no fue exitosa y perdió contra el candidato en ejercicio, Daniel Webster. Luego, en 2016 se postuló de nuevo y fue cuando ganó su lugar en la Cámara Baja. Demings fue una de las administradoras designadas para conducir el proceso de destitución de Donald Trump.
Durante su carrera, ha pertenecido a:

### 2017-2018
- Comité de Supervisión y Reforma Gubernamental

- Comité de Seguridad Nacional

### 2019-2020
- Comité Selecto Permanente de Inteligencia de la Cámara de Representantes
- Comité de Seguridad Nacional
- Comité de la Judicatura (Comité Judicial del Senado)[5]

En 2020, Demings fue nombrada candidata como Secretario de Seguridad Nacional de los Estados Unidos para la administración de Joe Biden.

## Vida personal
Su esposo, Jerry Demings, es el ex alguacil del condado de Orange y actual alcalde del condado de Orange, Florida. Se desempeñó como Jefe del Departamento de Policía de Orlando (OPD, por sus siglas en inglés), el primer afroamericano en hacerlo, de 1999 a 2002. Los dos se conocieron mientras patrullaban en el OPD; se casaron en 1988 y tienen tres hijos.